# Tipula penicillaris
Tipula penicillaris är en tvåvingeart som beskrevs av Alexander 1961. Tipula penicillaris ingår i släktet Tipula och familjen storharkrankar. Inga underarter finns listade i Catalogue of Life.